# Psilota hirta
Psilota hirta är en tvåvingeart som beskrevs av Klocker 1924. Psilota hirta ingår i släktet sotblomflugor, och familjen blomflugor. Inga underarter finns listade i Catalogue of Life.